# 鼻ほじり

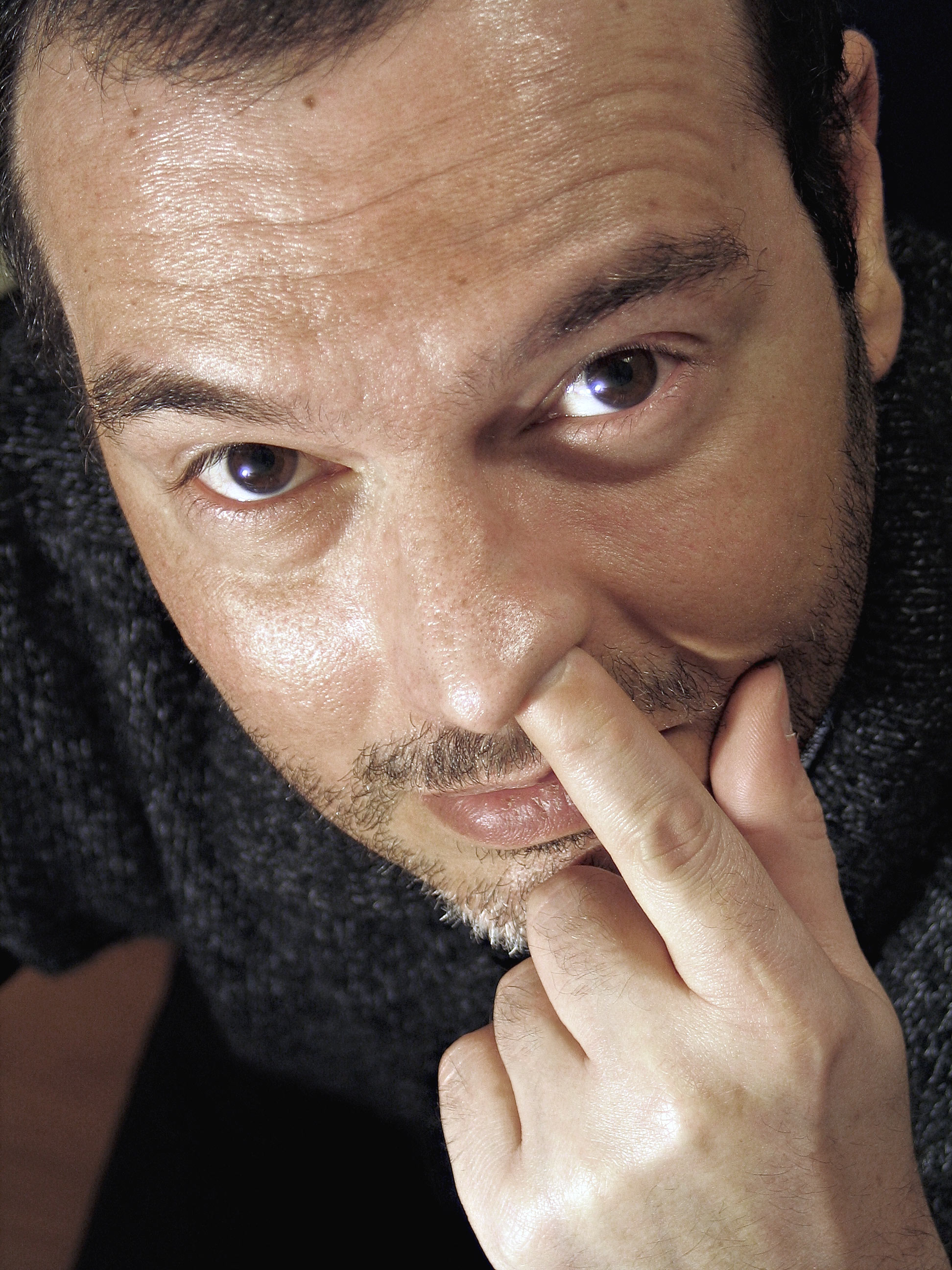
鼻ほじりをする男性。

鼻ほじり（はなほじり、鼻糞ほじり）とは、鼻の穴に指などを差し込み、鼻糞を掻きだして鼻の穴の掃除をする行為のことである。より広く、「鼻孔から鼻くそや鼻水を取り出し、親指と人差し指で小さく丸め、その後で食べたり、すりつけたり、弾き飛ばしたりする技術」と定義することもある。ダブルスピークとして鼻いじりとも呼ぶ。

## 方法

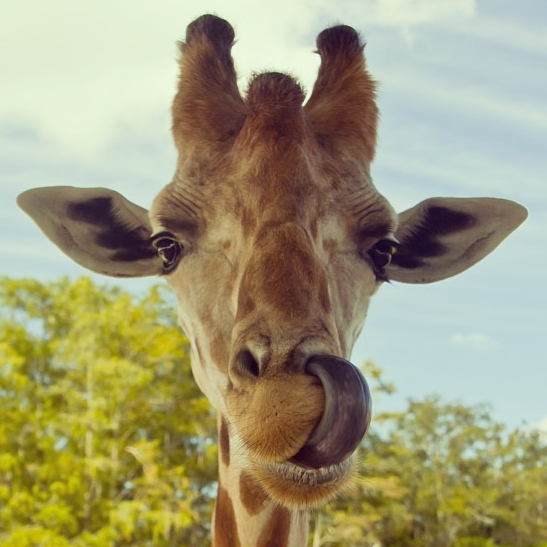
キリンは手をもたないため、舌を使って鼻をほじる。

手の指などを外鼻孔から鼻腔に挿入し、爪などで鼻腔内壁を掻いて、付着した鼻くそを取り除く。使用する指は自由であるが、外鼻孔を通過できる細さであることが必要で、画像のように人差し指を使用することが比較的多い。指を生で挿入するのではなく、ティッシュペーパーやハンカチで覆ってから挿入する方法もある。ただし、ローランド・フリケットによれば、生の方が気持ちがいい。
指を使わずに道具を使用する方法もある。インドのチッタランジャン・アンドレイドらの研究（詳細後述）では、8割の者が指を使う一方で、残りの者はピンセットや鉛筆を愛用していると回答している。
ほじって採れた鼻糞は、ティッシュペーパーなどでふき取るほか、紙が無ければ服などになすりつけたり、弾き飛ばしたり、人によっては食べたりする。アンドレイドらの研究では、4.5%の者が鼻糞を食べると回答した。別に約10%というデータもある。しかし、鼻糞を食べている者は、実際にはもっと多く存在すると見られている。
身体の自由が利かない場合を除いては、通常は自分の鼻は自分でほじるもので、他人にほじってもらうことは無い。これは耳かき専門店が存在する耳掻きと比べ、大きく異なっている。
なお、一般に大人になってから鼻ほじりを始めることは難しいと考えられており、ローランド・フリケットは、鼻ほじりを楽しみたい場合には、なるべく幼少のうちに習慣を身につけることが重要であると主張している。

## 歴史と現状

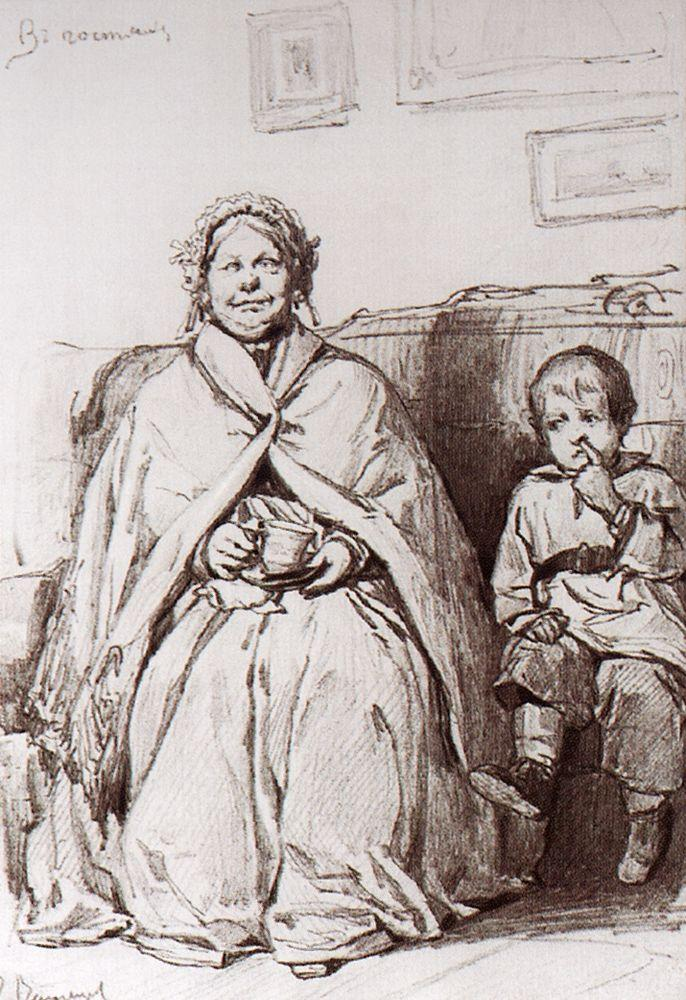
（ヴィクトル・ヴァスネツォフ, 1871年）

19世紀後半の絵画には、鼻をほじる少年が登場している。1585年にルイス・フロイスがまとめた『日欧文化比較』にも記載がある。ヒトに近い動物であるサルの場合、鼻ほじりをするのは鼻腔内に炎症があるような場合に限られ、趣味的な鼻ほじりをすることは無いだろうと言われる。
現代においては鼻ほじりは、性別や年齢、社会的階層に関わらず、幅広い人々が癖として行っている行為である。アメリカのウィスコンシン州で行われた成人1000人を対象とした研究調査では、254人から有効な回答を得ることができ、うち91%が現在も鼻ほじりを行っていると答えた。他方で、「誰もが行う習慣である」と認識している者は75%にとどまっている。
インドのバンガロールにある国立精神衛生脳科学研究所 (National Institute of Mental Health and Neurosciences) のチッタランジャン・アンドレイド (Chittaranjan Andrade) とB・S・スルハリ (BS Srihari) の共同研究によると、思春期の少年にとっても、鼻をほじることは非常に一般的な行動である。アンドレイドらによると、調査対象の200人の生徒のうち、鼻ほじりをしたことが一度もない者はわずか4%未満だった。半数の生徒は1日に4回以上鼻をほじり、とくに7%は1日に20回以上ほじるよと答えている。鼻ほじりの動機については、半数以上が鼻の詰まりやかゆみ、不快感を除くためと答え、そのほか約11%は美容上の理由を挙げ、別に約11%が単純に楽しいからとしている。アンドレイドらは、この研究成果により、2001年のイグノーベル公衆衛生賞を受賞している。

## 社会的評価

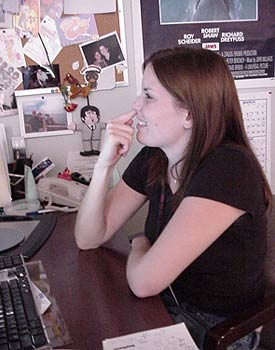
鼻ほじりは会社の方針に必ずしも反するものではないが、大企業ではひんしゅくを買い、鼻つまみ者とされるだろう。

社会的には多くの文化圏において不潔で行儀に反する行為であると評価されている。この点、同じ顔の器官を掃除する行為でも、歯磨きや耳掻きとは異なっている。日本では人前で鼻をかむことも不行儀とされているが、鼻ほじりはそれ以上に重大な反社会的行動とみなされている。
保護者や幼稚園教諭にとっては、子供の鼻ほじりは好ましくない、気になる癖のひとつである。耳鼻科や小児科には、うちの子が鼻ほじりするのを止めさせたいという相談がしばしば寄せられる。

## 医学的評価
鼻ほじりは、医学的には危険性はあまり高くない。しかし、まったく無害でもない。
鼻ほじりは、爪で鼻腔内部の皮膚や血管を傷つけてしまうおそれがあり、しばしば鼻血の原因となる。深く指を入れすぎたり、強くほじりすぎたり、道具を使ったりすると鼻血を起こしやすい。2008年にはイギリスで、63歳の男性が鼻ほじりに起因するとみられる出血で死亡した事例があり、最悪の場合、死に至る危険性もあるのを知っておく必要がある。
ほじり過ぎにより、左右の鼻腔を分ける鼻中隔に穴が開いてしまう鼻中隔穿孔を起こすこともある。前述のウィスコンシン州での調査では、有効回答254人のうち2人が鼻中隔穿孔の発症者だった。
鼻ほじりの習慣は、感染症の接触感染を招く危険もある。2009年の新型インフルエンザの流行の際には、鼻ほじりを介した感染への対策として、手の洗浄・消毒が呼びかけられた。鼻ほじりそのものも厳禁された。
何らかの精神疾患の症状と評価すべき場合があるとも一部では主張されている。“Rhinotillexomania”（ギリシャ語由来の造語：rhino-（鼻）, tillesthai（引く）, exo（出す）, mania（観念））との病名が提唱されている。

## 表現・創作における鼻ほじり
鼻ほじりは、日本の漫画などにおける表現では、同時に行っている行為にあまり集中していないことや、対話の相手や話題への関心の薄さを示す態度、あるいは相手を小馬鹿にした態度として用いられる。文章上では、実際にはほじっていなくとも、「片手間で」「いいかげんに」の意味で「鼻をほじりながら」と慣用句的にも用いられる。
また、鼻ほじりが主題に関わる作品として以下のものがある。
- 森鷗外 「大発見」 - 1909年（明治42年）発表の小説。鴎外がヨーロッパ人も鼻をほじることを発見した体験について。
- ローランド・フリケット 『鼻ほじり論序説』 - 和訳は2006年出版。研究書の体裁であるが内容はジョークで、著者名も「丸めて飛ばす」の意味[11]。
- ダニエラ・クロート＝フリッシュ（著）、高橋洋子（訳） 『はなをほじほじ、いいきもち』 偕成社、1997年 - 絵本。

## 関連文献
- Andrade C; Srihari BS (June 2001). “A preliminary survey of rhinotillexomania in an adolescent sample.”. The Journal of Clinical Psychiatry (Memphis, TN: Physicians Postgraduate Press) 62 (6):  426-431. ISSN 0160-6689. PMID 11465519.